# Os trapezium secundarium
Het os trapezium secundarium is een extra handwortelbeentje dat bij een klein aantal mensen voorkomt. Het is dan gelegen aan het distale en mediale deel van het os trapezium, tussen dit bot, het os trapezoides en de eerste en tweede metacarpalia in.
Op röntgenfoto's wordt een os trapezium secundarium soms onterecht aangemerkt als afwijkend botdeel of fractuur.

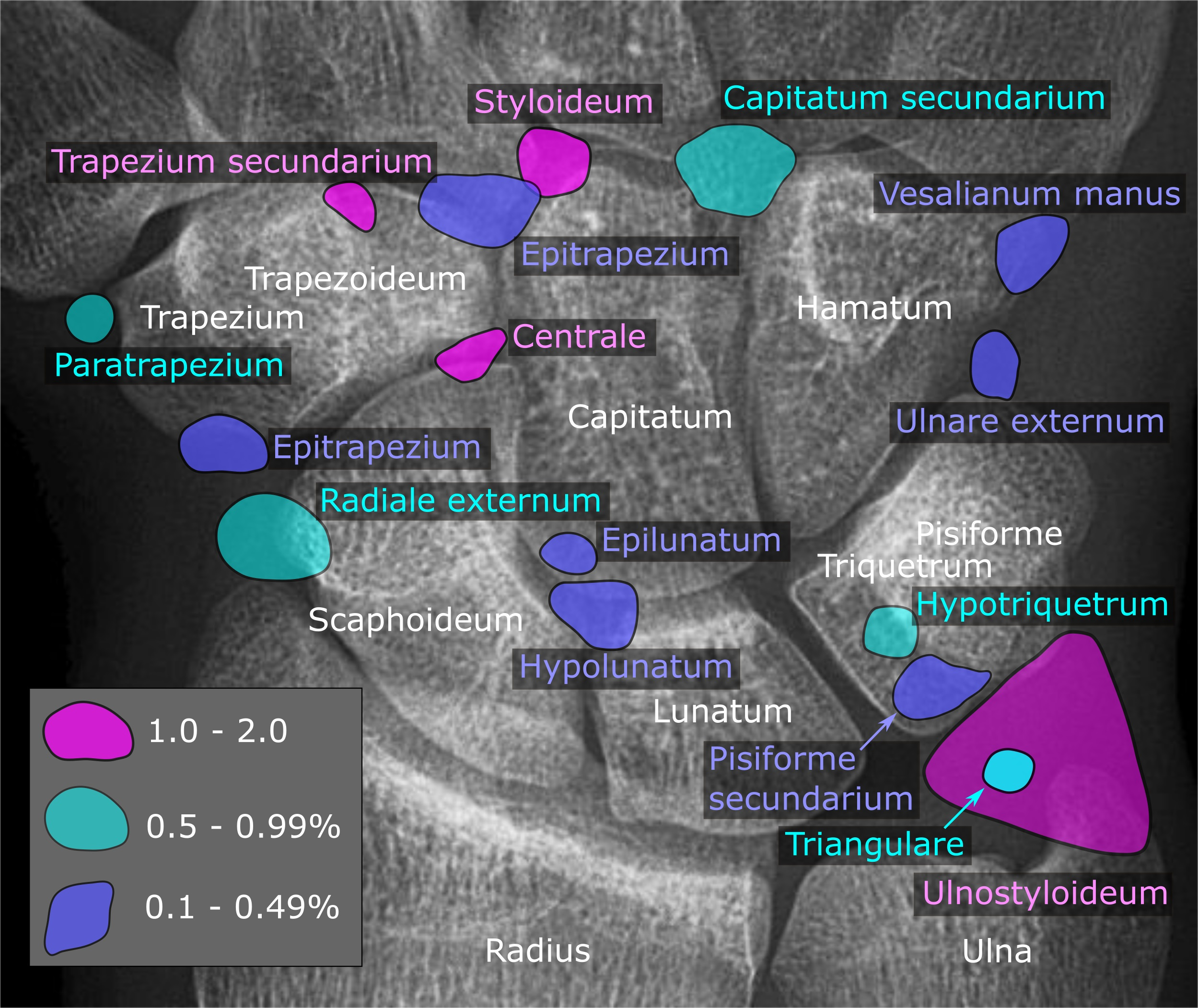
Röntgenfoto van de linker pols, met de extra handwortelbeentjes gekleurd naar hun prevalentie.